# Hibiscus meeusei
Hibiscus meeusei är en malvaväxtart som beskrevs av Arthur Wallis Exell. Hibiscus meeusei ingår i Hibiskussläktet som ingår i familjen malvaväxter. Inga underarter finns listade i Catalogue of Life.